# Tony Hawk
Tony Hawk, né le 12 mai 1968 à San Diego en Californie, est un skateboarder professionnel et un acteur américain.
Il est notamment connu pour avoir été le premier skateboarder à effectuer la figure appelée « 900 (en) » en 1999, mais aussi pour la série de jeux vidéo associée à son nom, publiée sous licence par l'éditeur Activision.
Tony Hawk est largement considéré comme l'un des pionniers les plus influents et les plus talentueux du « vert skateboarding (en) » (vert pour « vertical »), le skateboard vertical moderne, c'est-à-dire de rampe. 
En 2002, il crée le « Boom Boom HuckJam », une compétition de sports extrêmes et lance une tournée à Las Vegas. Tout au long de sa carrière, il a fait de nombreuses apparitions dans des films, d'autres médias et dans sa propre série de jeux vidéo. Il a également participé à diverses activités philanthropiques, y compris sa propre fondation, la Tony Hawk Foundation, qui aide à construire des skateparks dans des zones défavorisées.
Il est parfois surnommé « The Birdman » (en français, « l'homme-oiseau »).

## Carrière de skateboarder
Tony Hawk devient professionnel du skateboard à l'âge de 14 ans, repéré par Stacy Peralta grâce à la « Bones brigade », l'un des trois Z-Boys. Il passe sa scolarité à Torrey Pines High School, près de Del Mar à San Diego, en Californie.
D'abord sous la commandite de Powell Peralta, il se fait connaître en gagnant de nombreuses compétitions de street et de vert (en).
En 1993, il fonde sa propre marque de skateboard, avec Per Welinder (freestyler, également transfuge de Powell-Peralta) sous le nom de « Birdhouse Project », qui deviendra plus tard Birdhouse, avec des skaters comme Jeremy Klein, Ocean Howell, Steve Berra, Willy Santos et Bucky Lasek. Il a notamment gagné la célèbre compétition des X Games.
Le 27 juin 1999, il participe à la « Jam session » des X-Games, un session de 20 minutes où tous les skateboarders essayent de réaliser la figure la plus impressionnante. C'est lors de cette « Jam session » qu'il réalise (après dix essais infructueux) un « 900 (en) », la première figure de ce type de l'histoire du skateboard. Un « 900 » consiste en une rotation de deux tours et demi en l'air (une rotation avec un angle de 360° + 360° + 180°). Cet exploit le propulse au rang de skater le plus populaire. Depuis, seuls 14 skateboarders ont réitéré cette figure, et seulement trois sur half-pipe (Giorgio Zattoni, Sandro Dias et Alex Perelson ; les deux derniers l'exécutant dans un « Run » de 45 secondes).

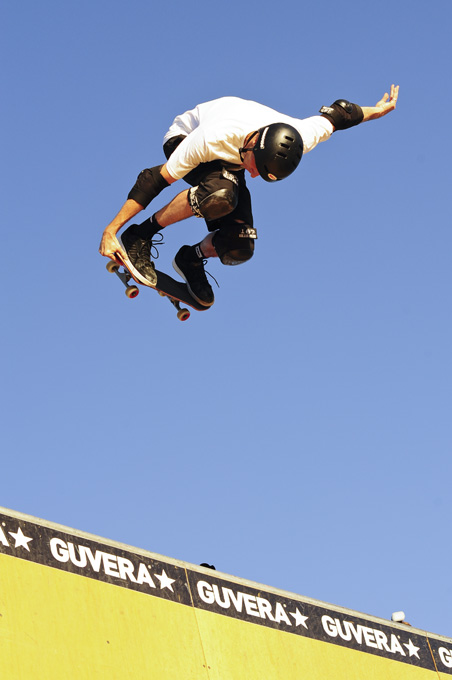
Tony Hawk en 2012.

En mars 2012, un jeune Américain de 12 ans seulement, Tom Schaar, effectue un 1080 (en) (trois tours) sur un quarter-pipe en s'élançant d'une rampe de lancement géante. Le 900 de Hawk est tout de même restée la rotation maximale jamais effectuée en half-pipe jusqu’à ce qu’un Brésilien de 11 ans, Gui Khury, réalise en mai 2020 un 1080 sur ce type de rampe.  
Le 27 juin 2016 (soit 17 ans plus tard), et à l'âge de 48 ans, Tony Hawk réalise de nouveau un 900, qu'il prétend être son 900 final. Dans une vidéo postée sur la chaîne YouTube de « RIDE Channel », Hawk y affirme : « Spencer était là sur mon premier, et maintenant il était là sur mon dernier. Bye. », après avoir atterri avec succès son 900,.
Tony Hawk a inventé une cinquantaine de figures du skateboard, en rampe essentiellement, dont : l'Airwalk, le Stale Fish, le Gymnast Plant, le Madonna, le Frontside cab, le Ollie 540, le Frontside blunt, le 720, le Varial 720 et le 900.

### Palmarès

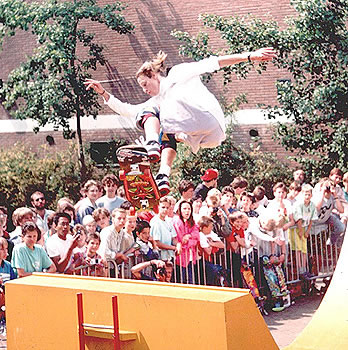
Tony Hawk en 1987.

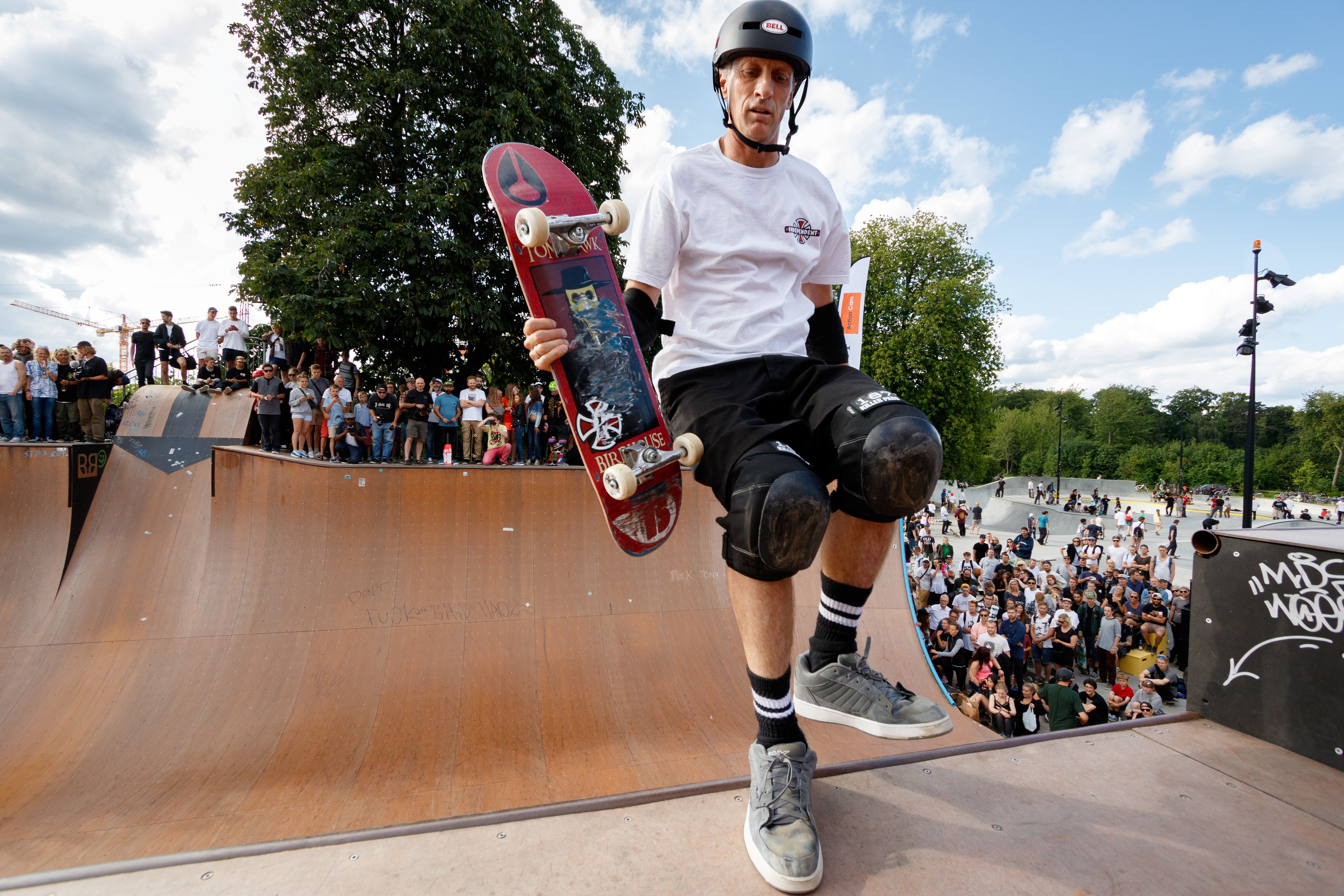
Tony Hawk en 2015.

Tous les résultats des tournois indiqués ci-dessous sont couverts dans Thrasher Magazine et peuvent être consultés dans leur archives. Seules les premières places ont été recensées ici.
- 1er au 1983 Spring Nationals Contest at Del Mar: Pool
- 1er au 1983 Summer World Series at Del Mar: Pool
- 1er au 1984 Sundek Pro Skateboard Challenge at Kona Skatepark, Florida: Vert
- 1er au 1984 Booney Ramp Contest à Litchfield Park: Vert
- 1er au 1984 NSA Summer Series at Del Mar: Pool
- 1er au 1984 NSA Summer Series at Del Mar: Vert
- 1er au 1985 NSA Pro Contest at Del Mar: Pool
- 1er au 1985 NSA/Variflex Rage at Badlands Contest at Upland Skatepark: Pool
- 1er au 1985 Vision/Sims King of the Mountain Contest à Virginia Beach: Vert
- 1er au 1985 Skateboard Plus Pro Contest à Little Rock: Vert
- 1er au 1985 Shut Up And Skate Ramp Jam at the Skatepark of Houston, Texas: Vert
- 1er au 1986 Hot Tropics Pro Contest à Mobile: Vert
- 1er au 1986 NSA Contest at Del Mar: Pool
- 1er au 1986 NSA Expo 86 (Vancouver, British Columbia, au Canada): Vert
- 1er au 1986 NSA Chicago Blowout Pro Contest: Vert
- 1er au  1986 NSA Bare Cover Pro Contest à Tempe: Vert
- 1er au 1987 NSA Ramp N' Rage Down South Contest à Stone Mountain: Vert
- 1er au 1987 NSA Skatewave International Professional Championships à Toronto, au Canada: Vert
- 1er au 1987 NSA VP Fair Pro Championship Contest at Saint-Louis Contest: Vert
- 1er au 1988 Airwalk Skate Fest Contest à Toronto: Vert
- 1er au 1988 NSA Gotcha Grind Contest à Seattle (Washington) : Vert
- 1er au 1988 Capitol Burnout at the Sacramento Raceway: Mini Ramp
- 1er au 1988 Torquay Ramp Riot II à Torquay, en Australie: Vert
- 1er au 1989 NSA Vertical Championships at Hara Arena à Dayton: Vert
- 1er au 1989 Titus World Cup Contest à Münster, en Allemagne : Vert
- 1er au 1989 NSA Pro Finals at St. Petersburg, en Floride : Street
- 1er au 1989 NSA Pro Finals at St. Petersburg, en Floride : Vert
- 1er au 1990 Del Mar Fairgrounds: Vert
- 1er au 1990 Del Mar Fairgrounds: Street
- 1er au 1990 NSA Back to the City Contest at Civic Center Plaza, San Francisco: Street
- 1er au 1990 NSA Wheels for Wishes Contest à Norfolk (Virginie) : Vert
- 1er au 1991 NSA Pow Wow Street Style Contest at Powell Peralta's Skatezone: Street
- 1er au 1991 NSA Kona Spring Nationals à Jacksonville (Floride): Vert
- 1er au 1991 NSA Capitol Burnout Contest à Sacramento, en Californie : Vert
- 1er au 1991 Titus World Cup Contest à Muenster, en Allemagne : Street
- 1er au 1991 Titus World Cup Contest à Muenster, en Allemagne : Vert
- 1er au 1991 Holy Masters Skate Contest au Grand Bornand, en France: Vert
- 1er au 1991 NSA Pro Finals at Skatepark of Houston, Texas: Vert
- 1er au 1992 NSA Kona Pro Contest à Jacksonville (Floride) : Mini Ramp
- 1er au 1992 NSA Spring Fling Contest at Encinitas, en Californie : Street
- 1er au 1992 Street, Mini and Vert Pro Contest at Brick Skatepark, New Jersey: Vert
- 1er au 1992 Street, Mini and Vert Pro Contest at Brick Skatepark, New Jersey: Street
- 1er au 1992 Street, Mini and Vert Pro Contest at Brick Skatepark, New Jersey: Mini Ramp
- 1er au 1993 World Championship à Anvers, en Belgique : Vert
- 1er au 1993 Titus World Cup Contest at Muenster, en Allemagne: Vert
- 1er au 1995 X Games à Newport: Vert
- 1er au 1995 Hard Rock Café & Vans World Championships à Newport Beach: Vert
- 1er au 1996 Hard Rock Triple Crown of Skateboarding Contest à Las Vegas, au Nevada: Vert
- 1er au 1997 Hard Rock Triple Crown of Skateboarding Contest à Las Vegas, au Nevada: Vert
- 1er au 1997 X Games at San Diego: Vert
- 1er au 1997 X Games at San Diego, Doubles (avec Andy MacDonald): Vert
- 1er au 1997 Hard Rock Café & Vans World Championships at Hollywood, Doubles (avec Brian Howard): Vert
- 1er au 1998 Sean Miller Memorial SPOT Pro Contest at Tampa: Vert
- 1er au 1998 X Games at San Diego, Doubles (avec Andy MacDonald): Vert
- 1er au 1998 Vans Triple Crown of Skateboarding Contest at Asbury Park, au New Jersey : Vert
- 1er au 1998 Titus World Cup Contest at Muenster, Germany: Vert
- 1er au 1998 Hard Rock Café & Vans World Championships at Huntington Beach, en Californie : Best Trick
- 1er au 1999 X Trials Pro Contest à Richmond : Vert
- 1er au 1999 X Games at Pier 30 & 32, San Francisco, doubles (avec Andy MacDonald): Vert
- 1er au 1999 X Games at Pier 30 & 32, San Francisco: Best Trick
- 1er au 1999 Vans Triple Crown of Skateboarding Finals à Huntington Beach, en Californie : Vert
- 1er au 1999 MTV Sports and Music Festival à Las Vegas: Best Trick
- 1er au 2002 X Games at First Union Center, Philadelphie, doubles (avec Andy McDonald): Vert

## Autres activités
Tony Hawk est associé dans Birdhouse Skateboards. Il possède une maison de production audiovisuelle (cinéma et télévision), « 900 Films », il organise les tournées « Boom Boom HuckJam » (moto freestyle, skateboard, BMX). Il prête aussi son nom à une ligne de vêtements de la marque Quiksilver. Il a participé plusieurs années à la Gumball 3000.
Il est aussi le créateur de la Tony Hawk Foundation, une organisation à but non lucratif dont la mission est d'aider les communautés modestes à créer des skateparks.

### Jeux vidéo
Tony Hawk a collaboré avec l'éditeur de jeu vidéo américain Activision sur une gamme d'une douzaine de jeux vidéo de skateboard estampillée Tony Hawk's. Cette série s'est vendu à plus de 30 millions d'exemplaires.
- 1999 : Tony Hawk's Skateboarding (Tony Hawk's Pro Skater)
- 2000 : Tony Hawk's Pro Skater 2
- 2001 : Tony Hawk's Pro Skater 3
- 2002 : Tony Hawk's Pro Skater 4
- 2003 : Tony Hawk's Underground
- 2004 : Tony Hawk's Underground 2
- 2005 : Tony Hawk's American Sk8land
- 2005 : Tony Hawk's American Wasteland
- 2006 : Tony Hawk's Project 8
- 2006 : Tony Hawk's Downhill Jam
- 2007 : Tony Hawk's Proving Ground
- 2008 : Tony Hawk's Motion
- 2009 : Tony Hawk: Ride
- 2010 : Tony Hawk: Shred
- 2012 : Tony Hawk's Pro Skater HD
- 2015 : Tony Hawk's Pro Skater 5
- 2020 : Tony Hawk's Pro Skater 1 + 2
- 2025 : Tony Hawk's Pro Skater 3 + 4

### Cinéma et télévision
Tony Hawk a été cascadeur et a tenu des petits rôles au cinéma et à la télévision. Ces rôles et les films dans lesquels il joue ont souvent un rapport étroit avec le skateboard.
Il a également fait des apparitions dans des séries pour enfants : Rocket Power, La Vie de palace de Zack et Cody, Les Sauvages et Ce que j'aime chez toi.
Il apparaît dans les clips I'm Just a Kid de Simple Plan, Provider de N.E.R.D et On The Game de The Black Keys.
Il apparaît également dans certains épisodes de Jackass sur MTV (pour des loopings spécialement créés pour l'occasion). Il apparaît également dans les émissions Les Maçons du cœur et Monster Garage.

## Filmographie

### Cinéma
- 1986 : Skate Gang de David Winters : un skater
- 1987 : Police Academy 4 : Aux armes citoyens de Jim Drake : un skater
- 1989 : Skate Rider (en) (Gleaming the Cube) de Graeme Clifford : Buddy
- 2001 : Le Grand Coup de Max Keeble de Tim Hill : lui-même
- 2001 : Destroying America, vidéofilm de Nikos Constant et Gene Sivé[11]
- 2002 : Le Nouveau de Edward Decter : lui-même
- 2002 : Jackass, le film de Jeff Tremaine : lui-même
- 2002 : xXx de Rob Cohen : le conducteur de caddy
- 2003 : Haggard: The Movie de Bam Margera : un policier
- 2005 : Les Seigneurs de Dogtown de Catherine Hardwicke : l'astronaute
- 2006 : Jackass deux, le film de Jeff Tremaine : lui-même
- 2010 : Jackass 3 de Jeff Tremaine : lui-même
- 2012 : Le Choc des générations d'Andy Fickman : lui-même

### Télévision
- 1999 : Action : lui-même
- 2002 : Ce que j'aime chez toi : lui-même
- 2003 : Les Simpson : lui-même (saison 14, épisode 11, « Homer va le payer », « Barting Over »)
- 2004 : Les Sauvages : lui-même
- 2004 : LAX : lui-même
- 2005 : Les Experts : Miami : Jake Sullivan (saison 3, épisode 18, « Jeux, Tests et Mort », « Game Over »)
- 2008 : La Vie de palace de Zack et Cody : lui-même (saison 3, épisode 17, « Les microbes attaquent »)
- 2017 : Sharknado 5: Global Swarming
- 2020 : Betty : lui-même (saison 1, épisode 6, « Ladies on Fire »)
- 2023 : Une famille vraiment Loud : lui-même

## Publication
- (en) Tony Hawk, Hawk – Occupation: Skateboarder, New York, ReganBooks, 2000, 304 p. (ISBN 0060198605 et 978-0060198602, lire en ligne).